# Graphosia bilineata
Graphosia bilineata är en fjärilsart som beskrevs av George Francis Hampson 1900. Graphosia bilineata ingår i släktet Graphosia och familjen björnspinnare. Inga underarter finns listade i Catalogue of Life.